# Styposis chickeringi
Styposis chickeringi là một loài nhện trong họ Theridiidae.
Loài này thuộc chi Styposis. Styposis chickeringi được Herbert Walter Levi miêu tả năm 1960.